# The Best of Brandy
A The Best of Brandy című album Brandy amerikai énekesnő ötödik albuma és első válogatásalbuma. 2005-ben jelent meg, két különböző számlistával. Az albummal Brandy teljesítette öt albumra szóló szerződését az Atlantic Recordsszal.
Az albumon az énekesnő 1994 és 2004 közt megjelentetett csaknem összes kislemezdala szerepel, mind a négy albumáról (Brandy, 1994; Never Say Never, 1998; Full Moon, 2002; Afrodisiac, 2004). Új dalokat nem rögzítettek az albumhoz, de felkerült rá több olyan dal, mely korábban nem szerepelt Brandy-albumon: Az igazira várva (1995) és a Set It Off (1996) című filmek Brandy által énekelt betétdalai is, illetve néhány ritka felvétel, például Michael Jackson Rock with You számának 1995-ös feldolgozása, illetve a U Don’t Know Me (Like U Used To) exkluzív remixe, melyben Shaunta rappel.
Az album a Billboard 200 albumslágerlista 27. helyén nyitott, az első héten kb. 26 000 példányban kelt el.
Maga Brandy elégedett volt az összeállítással. „Úgy gondolom, nagyszerű, hogy egy albumon szerepelnek mindazok a dalok, melyeket az emberek szívesen hallgattak az elmúlt években”, mondta egy interjúban. „Örülök, hogy elmondhatom, több dal, ami szerepel rajta, az én kedvencem is.”

## Számlista
| #                       | Cím                                                          | Hossz               |
| Nemzetközi változat     | Nemzetközi változat                                          | Nemzetközi változat |
| ----------------------- | ------------------------------------------------------------ | ------------------- |
| 1.                      | The Boy Is Mine (duett Monicával)                            | 4:00                |
| 2.                      | Top of the World (feat. Mase)                                | 4:41                |
| 3.                      | Another Day in Paradise (duett Ray-J-vel)                    | 4:32                |
| 4.                      | Who Is She 2 U                                               | 4:43                |
| 5.                      | Afrodisiac                                                   | 3:48                |
| 6.                      | Never Say Never                                              | 5:09                |
| 7.                      | I Wanna Be Down (Remix feat. Queen Latifah, Yo-Yo & MC Lyte) | 4:16                |
| 8.                      | Sittin’ Up in My Room                                        | 4:51                |
| 9.                      | U Don’t Know Me (Like U Used To) (feat. Shaunta & Da Brat)   | 4:00                |
| 10.                     | Almost Doesn’t Count                                         | 3:39                |
| 11.                     | Baby                                                         | 4:19                |
| 12.                     | Full Moon (Cutfather & Joe Remix)                            | 3:%3                |
| 13.                     | What About Us?                                               | 4:14                |
| 14.                     | Talk About Our Love (feat. Kanye West)                       | 3:36                |
| 15.                     | Brokenhearted (feat. Wanya Morris)                           | 4:45                |
| 16.                     | Have You Ever?                                               | 3:34                |
| 17.                     | Missing You (Brandy, Tamia, Gladys Knight & Chaka Khan)      | 4:13                |
| 18.                     | Rock with You (Quincy Jones with Brandy & Heavy D)           | 4:09                |
| Észak-amerikai változat |                                                              |                     |
| 1.                      | Baby                                                         | 4:19                |
| 2.                      | Best Friend                                                  | 4:48                |
| 3.                      | I Wanna Be Down                                              | 4:09                |
| 4.                      | Brokenhearted                                                | 4:45                |
| 5.                      | Angel in Disguise                                            | 4:48                |
| 6.                      | The Boy Is Mine (duett Monicával)                            | 4:00                |
| 7.                      | Almost Doesn’t Count                                         | 3:39                |
| 8.                      | Top of the World (feat. Mase)                                | 4:41                |
| 9.                      | U Don’t Know Me (Like U Used To) (feat. Shaunta & Da Brat)   | 4:00                |
| 10.                     | Have You Ever                                                | 3:34                |
| 11.                     | Full Moon                                                    | 3:53                |
| 12.                     | What About Us?                                               | 4:14                |
| 13.                     | Who Is She 2 U                                               | 4:43                |
| 14.                     | Talk About Our Love                                          | 3:34                |
| 15.                     | Sittin’ Up in My Room                                        | 4:51                |
| 16.                     | Rock with You                                                | 4:09                |
| 17.                     | Another Day in Paradise (duett Ray-J-vel)                    | 4:32                |
| 18.                     | I Wanna Be Down (Remix feat. Queen Latifah, Yo-Yo & MC Lyte) | 4:16                |

## Helyezések
| Slágerlista (2005)               | Adatforrás                         | Legfelső helyezés |
| -------------------------------- | ---------------------------------- | ----------------- |
| USA Billboard 200                | Billboard                          | 27                |
| USA Top R&B/Hip-Hop Albums       | Billboard                          | 11                |
| Ausztrál albumslágerlista        | ARIA                               | 25                |
| Brit albumslágerlista            | BPI/The Official UK Charts Company | 24                |
| Európai Top 100 albumslágerlista | IFPI                               | 92                |
| Japán albumslágerlista           | Oricon                             | 54                |